# 能島武文
能島 武文（のじま たけふみ、1898年5月15日 - 1978年3月10日）は、日本の演劇評論家、劇作家、翻訳家。

## 略歴
大阪府大阪市北区出身。早稲田大学英文科卒。
在学中の1922年（大正11年）市村座脚本部に入り、かたわら「劇と評論」を創刊。同年に戯曲「秋の心」「波紋」を発表。のち「演劇新潮」編集同人となり、劇評・劇論を担当。また第一書房の『近代劇全集』の編集にも従事した。他に「東京小景」「詩人の靴」などの作品がある。
戦後は、主に推理小説などの翻訳などをおこなった。

## 著書
- 『作劇の理論と実際』（新潮社、文芸入門叢書） 1926

## 翻訳
- 『こわれた首飾』（カロリン・キーン、保育社、保育社の探偵冒険全集） 1957
- 『黒馬ものがたり』（アンナ・シュウェル、保育社、保育社の幼年名作全集） 1957
- 『アラビアンナイト 1』（保育社、保育社の幼年名作全集） 1957
- 『トム・スイフトの冒険 2 ジェット潜水鑑』（アップルトン、銀河書房） 1957
- 『列車の死』（フリーマン・W・クロフツ、早川書房、世界探偵小説全集） 1957
- 『六本指の手袋』（フランシス・ジュッド、保育社 、保育社の探偵冒険全集） 1957
- 『紅ばらの薮蔭』（フランシス・ジュッド、保育社、保育社の探偵冒険全集） 1958
- 『マッキー探偵団』（R・J・マッグレゴア、保育社、保育社の探偵冒険全集） 1958
- 『甲虫殺人事件』（ヴァン・ダイン、新潮文庫） 1960
- 『血の収穫』（ダシール・ハメット、新潮文庫） 1960
- 『ライツビルの殺人事件』（エラリー・クイーン、新潮文庫） 1960
- 『ロビンソン・クルーソー』（ダニエル・デフォー、角川文庫） 1967
- 『モロー博士の島』（ハーバート・ジョージ・ウェルズ、角川文庫） 1967
- 『宇宙船ビーグル号の冒険』（A・E・ヴァン・ヴォクト、角川文庫） 1969

### フランクリン・ディクスン
- 『盗まれた黄金』（フランクリン・ディクスン、保育社、保育社の探偵冒険全集） 1957
- 『謎の足跡』（フランクリン・ディクスン、保育社、保育社の探偵冒険全集） 1957
- 『奇怪な扉の暗号』（フランクリン・ディクスン、保育社、保育社の探偵冒険全集） 1958
- 『深夜の怪事件』（フランクリン・ディクスン、保育社、保育社の探偵冒険全集） 1958

### 「少年少女世界の旅」
- 『少年少女世界の旅 フランス編』（アレクサンダー・ライド、保育社） 1958
- 『少年少女世界の旅 熱帯アフリカ編』（ウィルフレッド・ロバートスン、保育社） 1958
- 『少年少女世界の旅 スイス編』（マリアン・メイヤー、保育社） 1958
- 『少年少女世界の旅 インド・パキスタン編』（ジョッフレイ・トリース、保育社） 1958
- 『少年少女世界の旅 南アメリカ編』（マーガレット・ファラデイ、保育社） 1961

### アガサ・クリスティ
- 『スタイルズ荘の怪事件』（アガサ・クリスティ、新潮文庫） 1959、のち角川文庫
- 『ABC殺人事件』（アガサ・クリスティ、角川文庫） 1962
- 『ハーゼルムアの殺人』（アガサ・クリスティ、角川文庫） 1966

### E・S・ガードナー
- 『義眼殺人事件』（E・S・ガードナー、角川文庫） 1963
- 『奇妙な花嫁』（E・S・ガードナー、角川文庫） 1963
- 『管理人の飼猫』（E・S・ガードナー、角川文庫） 1964
- 『ビロードの爪』（E・S・ガードナー、角川文庫） 1965

| スタブアイコン | サブスタブ | この項目は、まだ閲覧者の調べものの参照としては役立たない、人物に関連した書きかけの項目です。この項目を加筆・訂正などしてくださる協力者を求めています（P:人物伝/PJ:人物伝）。 |